# 3. National Hockey League All-Star Game
Das 3. National Hockey League All-Star Game wurde am 10. Oktober 1949 in Toronto, ausgetragen. Das Spiel fand im Maple Leaf Gardens, der Spielstätte der Toronto Maple Leafs statt. Die NHL-All-Stars gewannen 3:1 gegen den Stanley-Cup-Sieger, die Toronto Maple Leafs. Für die Maple Leafs war es die dritte Niederlage im dritten All-Star Game in Folge. Das Spiel wurde von 13.541 Zuschauern verfolgt. 

## Mannschaften

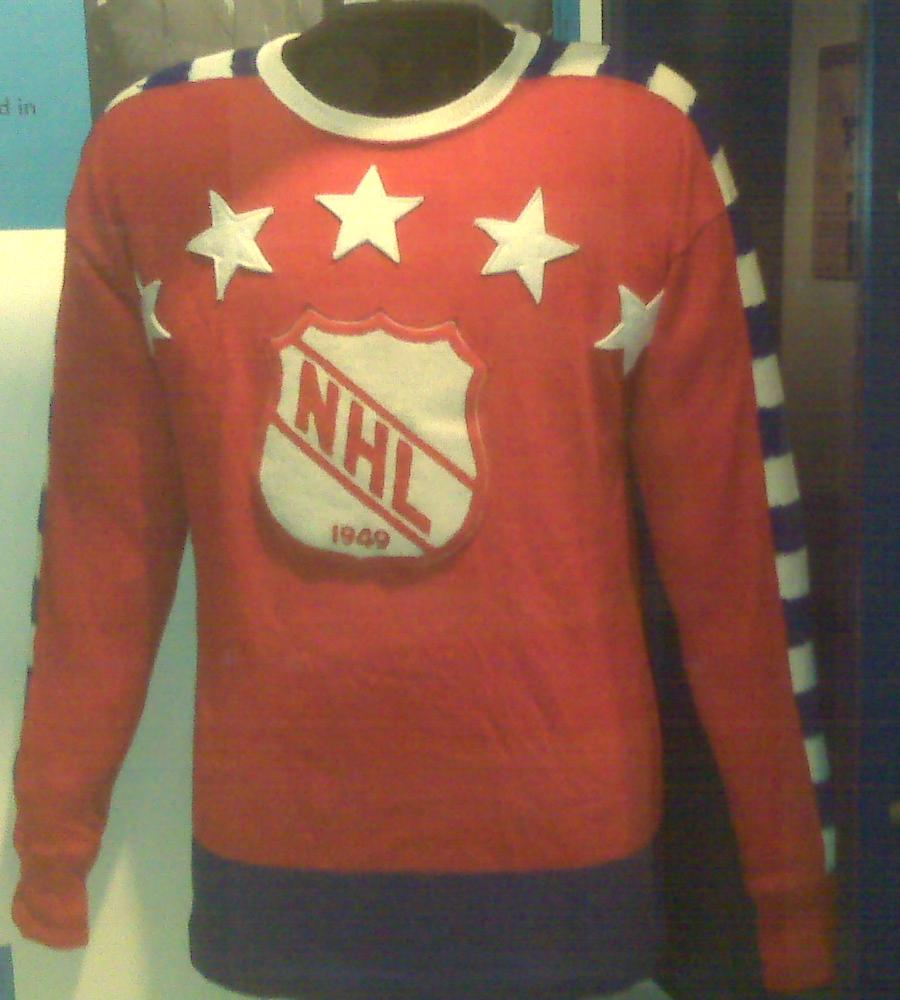
Trikot von Maurice Richard vom 3. NHL All-Star Game

| #           | Land        | Spieler          | Pos.             | Team                |
| Torhüter    |             |                  |                  |                     |
| 1           | Kanada 1957 | Bill Durnan      | Bill Durnan      | Montréal Canadiens  |
| 1           | Kanada 1957 | Chuck Rayner     | Chuck Rayner     | New York Rangers    |
| Verteidiger |             |                  |                  |                     |
| 4           | Kanada 1957 | Pat Egan         | Pat Egan         | New York Rangers    |
| 3           | Kanada 1957 | Bob Goldham      | Bob Goldham      | Chicago Black Hawks |
| 15          | Kanada 1957 | Glen Harmon      | Glen Harmon      | Montréal Canadiens  |
| 11          | Kanada 1957 | Bill Quackenbush | Bill Quackenbush | Boston Bruins       |
| 17          | Kanada 1957 | Ken Reardon      | Ken Reardon      | Montréal Canadiens  |
| 2           | Kanada 1957 | Jack Stewart     | Jack Stewart     | Detroit Red Wings   |
| Angreifer   |             |                  |                  |                     |
| 12          | Kanada 1957 | Sid Abel         | C                | Detroit Red Wings   |
| 7           | Kanada 1957 | Doug Bentley     | LW               | Chicago Black Hawks |
| 6           | Kanada 1957 | Roy Conacher     | LW               | Chicago Black Hawks |
| 14          | Kanada 1957 | Gordie Howe      | RW               | Detroit Red Wings   |
| 10          | Kanada 1957 | Edgar Laprade    | C                | New York Rangers    |
| 18          | Kanada 1957 | Tony Leswick     | LW               | New York Rangers    |
| 16          | Kanada 1957 | Ted Lindsay      | LW               | Detroit Red Wings   |
| 8           | Kanada 1957 | Bill Mosienko    | RW               | Chicago Black Hawks |
| 5           | Kanada 1957 | Buddy O’Connor   | C                | New York Rangers    |
| 9           | Kanada 1957 | Maurice Richard  | RW               | Montréal Canadiens  |
| 20          | Kanada 1957 | Paul Ronty       | C                | Boston Bruins       |

| #           | Land        | Spieler         | Pos.          |
| Torhüter    |             |                 |               |
| 1           | Kanada 1957 | Turk Broda      | Turk Broda    |
| Verteidiger |             |                 |               |
| 2           | Kanada 1957 | Jimmy Thomson   | Jimmy Thomson |
| 5           | Kanada 1957 | Garth Boesch    | Garth Boesch  |
| 14          | Kanada 1957 | Vic Lynn        | Vic Lynn      |
| 18          | Kanada 1957 | Bill Juzda      | Bill Juzda    |
| 19          | Kanada 1957 | Bill Barilko    | Bill Barilko  |
| 23          | Kanada 1957 | Bob Dawes       | Bob Dawes     |
| Angreifer   |             |                 |               |
| 4           | Kanada 1957 | Harry Watson    | LW            |
| 7           | Kanada 1957 | Max Bentley     | C             |
| 8           | Kanada 1957 | Joe Klukay      | LW            |
| 9           | Kanada 1957 | Ted Kennedy     | C             |
| 11          | Kanada 1957 | Howie Meeker    | RW            |
| 16          | Kanada 1957 | Fleming Mackell | C             |
| 17          | Kanada 1957 | Cal Gardner     | C             |
| 22          | Kanada 1957 | Ray Timgren     | LW            |
| 15          | Kanada 1957 | Sid Smith       | LW            |

## Spielverlauf

### NHL All-Stars 3 – 1 Toronto Maple Leafs
| Team       | Zeit  | Stand | Torschütze   | Vorlagengeber    | Vorlagengeber |
| 1. Drittel |       |       |              |                  |               |
|            | 15:22 | 0–1   | Bill Barilko | Harry Watson     | Cal Gardner   |
|            | 18:03 | 1–1   | Bob Goldham  | Edgar Laprade    |               |
| 2. Drittel |       |       |              |                  |               |
|            | 34:41 | 2–1   | Paul Ronty   | Bob Goldham      |               |
| 3. Drittel |       |       |              |                  |               |
|            | 42:37 | 3–1   | Doug Bentley | Bill Quackenbush |               |

Schiedsrichter: Bill Chadwick 

Linienrichter: Ed Mepham, Jim Primeau